# Bioviva
 (septembre 2014).
Si vous disposez d'ouvrages ou d'articles de référence ou si vous connaissez des sites web de qualité traitant du thème abordé ici, merci de compléter l'article en donnant les références utiles à sa vérifiabilité et en les liant à la section « Notes et références ».
Pour la société de biotechnologie américaine, voir BioViva.
Bioviva est un éditeur de jeux de société basé à Montpellier, en France. L'entreprise conçoit, édite et distribue, depuis sa création en 1996, des jeux de société exclusivement fabriqués en France.

## Origine
L'entreprise est fondée par Jean-Thierry Winstel à la suite du succès de son jeu de société Bioviva, un jeu de connaissances dont le but est de répondre à des questions sur la nature et l'environnement[réf. souhaitée].

## Le club Défis Nature
En février 2018, Bioviva annonce le lancement à l'occasion des 10 ans du jeu de cartes Défis Nature, le lancement du club Défis Nature. Il s'agit d'un magazine promotionnel de 12 pages où il y aura des cadeaux (cartes, affiches) et des concours.

### Cartes du club
Avec chaque magazine, une carte "collector" est offerte. Ces cartes brillantes ont des effets spéciaux.
- N°1 (rentrée 2018) : Feu - Gagnez automatiquement le prochain affrontement. À n'utiliser qu'une seule fois par partie.